# 尚瑟克雷
尚瑟克雷（法語：Champsecret，法語發音：[ʃɑ̃səkʁɛ] ⓘ）是法国奥恩省的一个市镇，位于该省西部偏南，属于阿朗松区。

## 地理
尚瑟克雷（48°36'33"N, 0°33'2"W）面积44.68 平方千米，位于法国诺曼底大区奧恩省，该省份为法国西北部内陆省份，北起顺时针与卡爾瓦多斯省、厄尔省、厄尔-卢瓦省、萨尔特省、马耶讷省和芒什省接壤。
与尚瑟克雷接壤的市镇（或旧市镇、城区）包括：佩鲁、拉库隆什、栋夫龙昂普瓦赖、栋皮埃尔、拉费里耶尔欧塞唐、瑞维尼-瓦勒当代讷、圣博梅尔莱福日、莱蒙当代讷。
尚瑟克雷的时区为UTC+01:00、UTC+02:00（夏令时）。

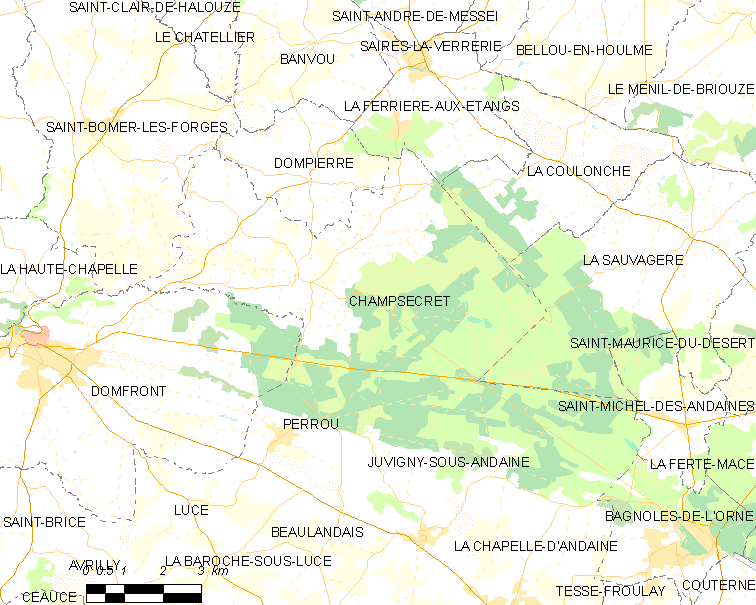
尚瑟克雷的OSM定位图

## 行政
尚瑟克雷的邮政编码为61700，INSEE市镇编码为61091。

## 政治
尚瑟克雷所属的省级选区为栋夫龙昂普瓦赖县。

## 交通
奥恩省省道D52线、D208线和D260线在境内交汇。历史上拉瓦勒-卡昂铁路经过境内并设有车站，现已废弃。

## 人口
自十九世纪初至今，尚塞克雷的人口数量减少了近四分之三。尚瑟克雷于2022年1月1日时的人口数量为961人。

1962-2008年间尚瑟克雷人口变化图示